# Hugo de Jonge
Hugo Mattheüs de Jonge (ur. 26 września 1977 w Bruinisse w Zelandii) – holenderski polityk i samorządowiec, członek zarządu miasta w Rotterdamie, w latach 2017–2022 wicepremier oraz minister zdrowia, zabezpieczenia społecznego i sportu, w latach 2022–2024 minister bez teki, od 2023 do 2024 również minister spraw wewnętrznych, w 2020 lider Apelu Chrześcijańsko-Demokratycznego (CDA).

## Życiorys
Z wykształcenia nauczyciel nauczania początkowego, absolwent Ichthus Hogeschool w Rotterdamie. W latach 1999–2000 pracował w chrześcijańskiej szkole podstawowej w Tarwewijku, następnie do 2004 pełnił funkcję wicedyrektora placówki Da Costa School. Zaangażował się w działalność polityczną w ramach Apelu Chrześcijańsko-Demokratycznego. Był pracownikiem frakcji poselskiej partii w Tweede Kamer (2004–2006) i asystentem politycznym chadeckich członków rządu (2006–2008). Od 2008 do 2010 zatrudniony w resorcie edukacji, kultury i nauki.
W 2010 został powołany w skład zarządu miasta w Rotterdamie jako wethouder m.in. do spraw edukacji. W 2014 uzyskał mandat radnego miejskiego.
W październiku 2017 ogłoszono jego nominację na stanowiska wicepremiera oraz ministra zdrowia, zabezpieczenia społecznego i sportu w trzecim rządzie Marka Rutte. Urzędowanie rozpoczął 26 października tegoż roku.
W lipcu 2020 został nowym liderem politycznym Apelu Chrześcijańsko-Demokratycznego. Zrezygnował jednak z tej funkcji w grudniu tegoż roku. Dotychczasowe stanowiska rządowe zajmował do stycznia 2022, w tymże miesiącu w kolejnym gabinecie dotychczasowego premiera powierzono mu funkcję ministra bez teki ds. mieszkalnictwa i planowania przestrzennego. We wrześniu 2023 w tym samym rządzie został dodatkowo ministrem spraw wewnętrznych. Stanowiska rządowe zajmował do lipca 2024.